# HHHR Tower
HHHR Tower, także H.H.H. Tower lub Blue Tower – wieżowiec w Dubaju, w Zjednoczonych Emiratach Arabskich.
Budynek ma 72 kondygnacje i wysokość 317 m. Budowę ukończono w 2009.

## Galeria

HHHR Tower w budowie
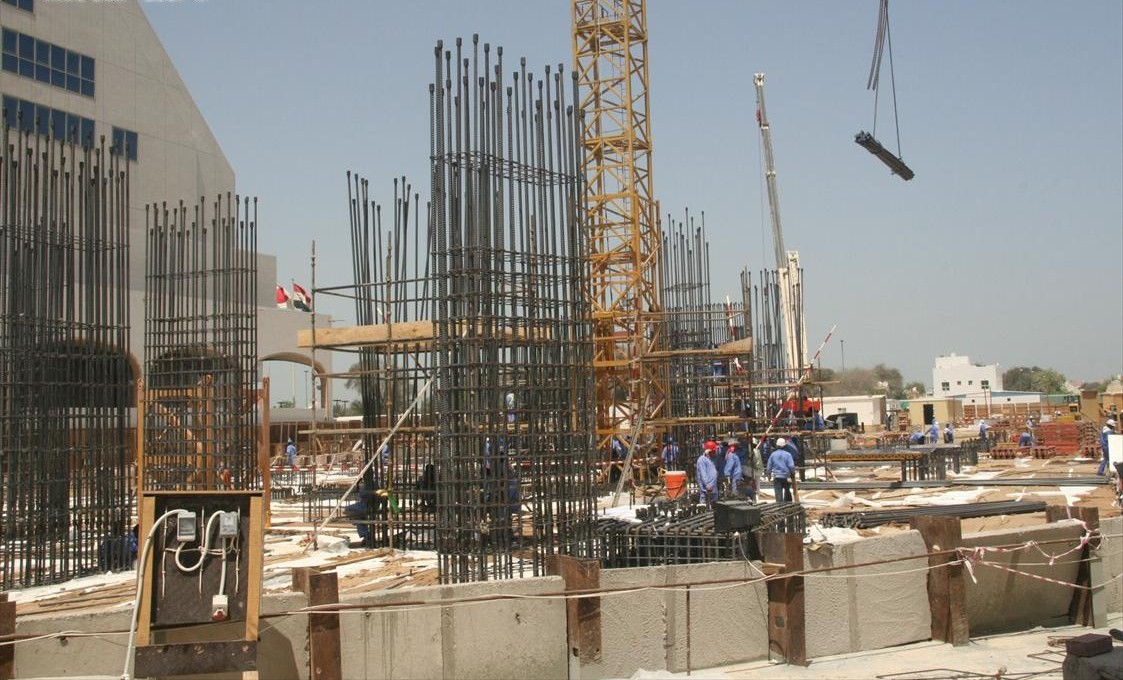
maj 2007
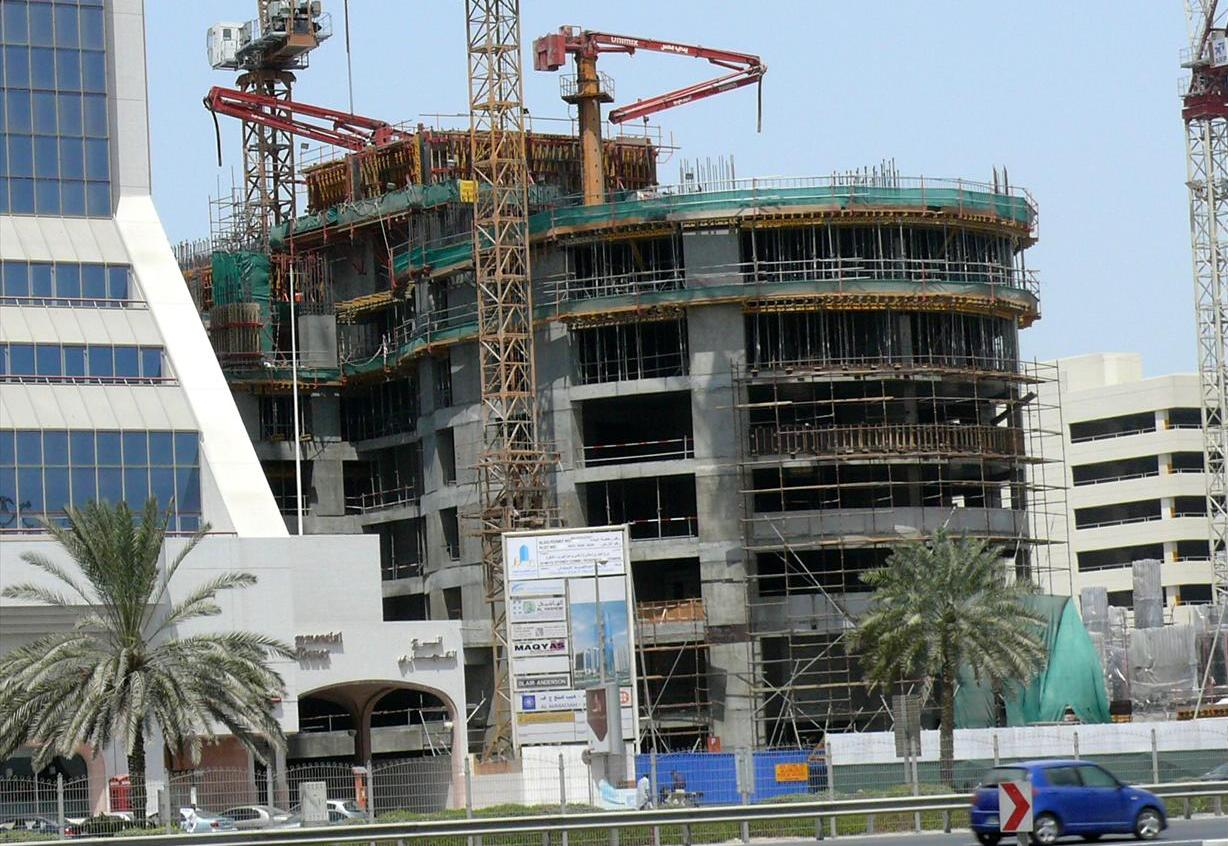
wrzesień 2007
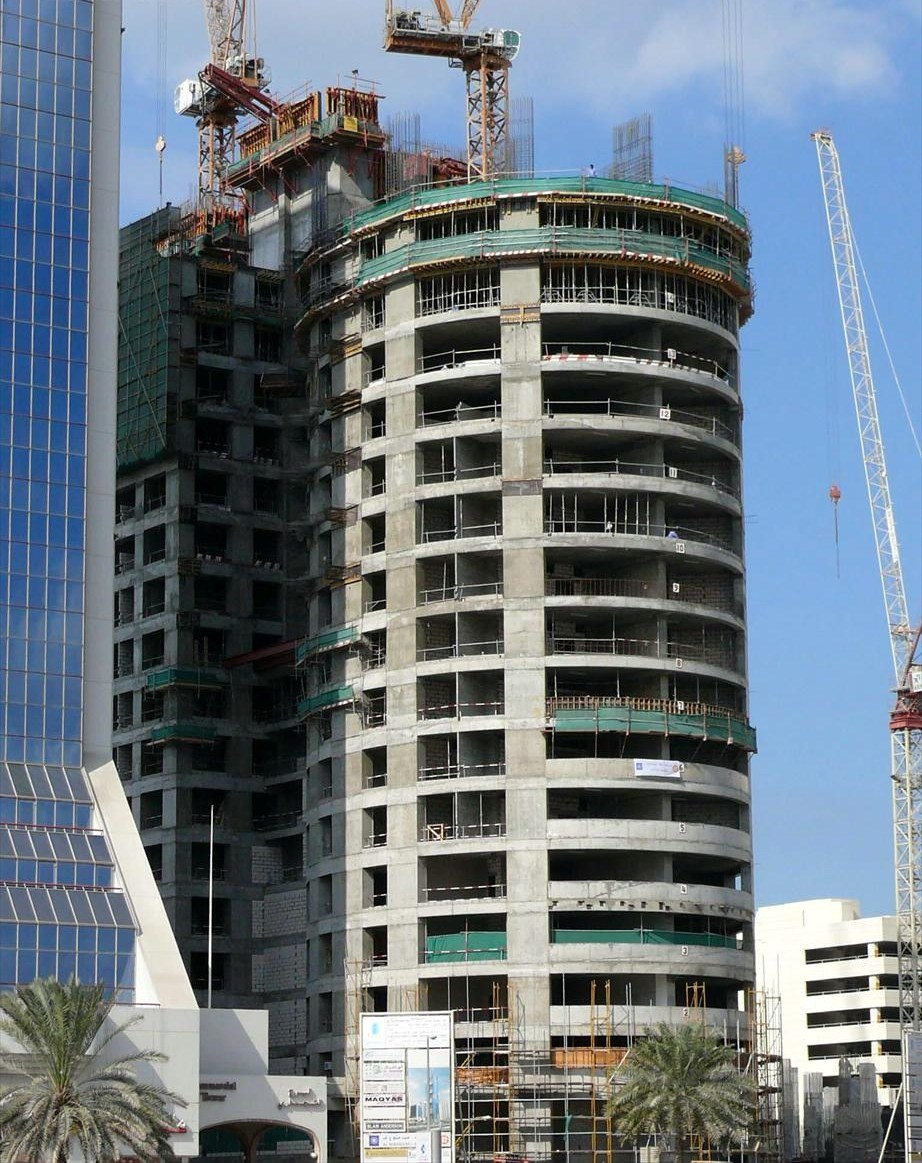
grudzień 2007
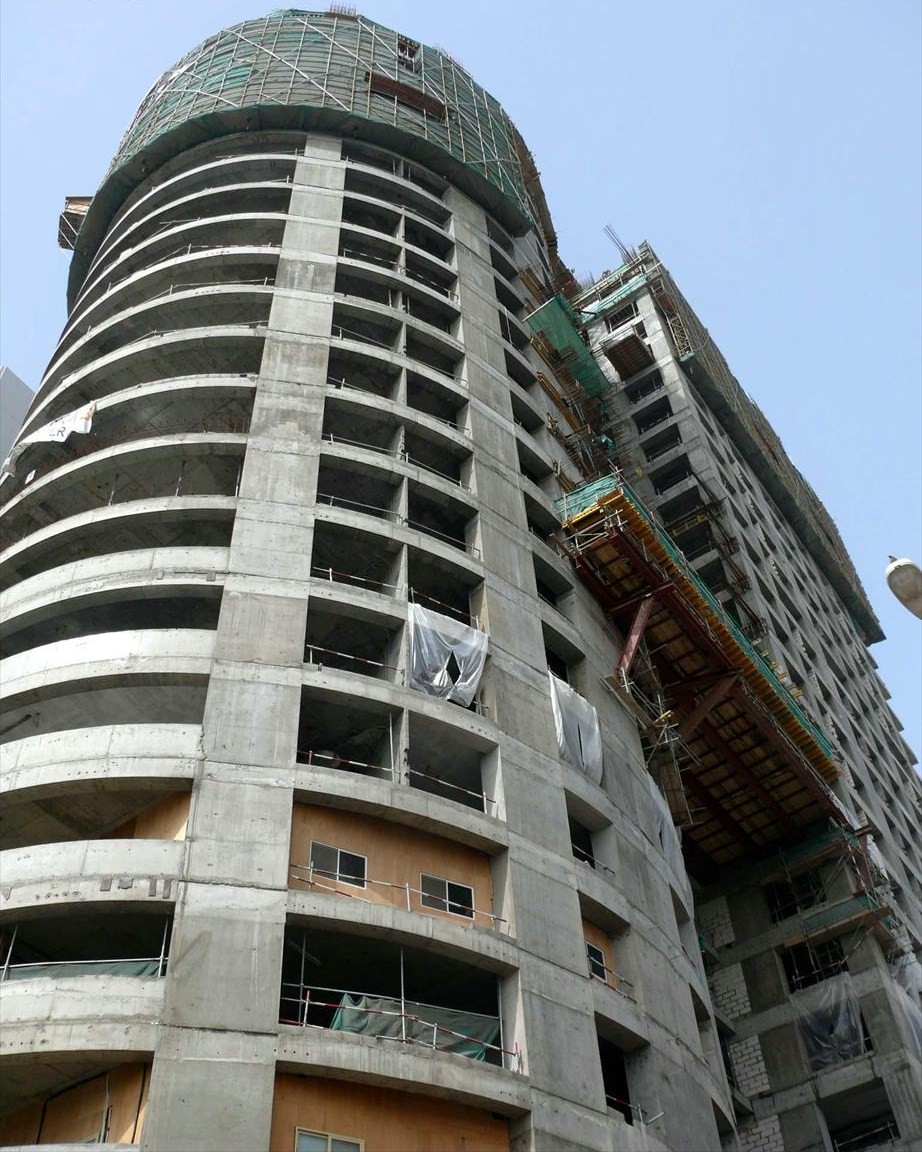
marzec 2008